# بنك اليابان للتعاون الدولي
بنك اليابان للتعاون الدولي (باليابانية: 国際協力銀行) هو مؤسسة مالية عامة يابانية ووكالة ائتمان تم إنشاؤها في 1 أكتوبر 1999، من خلال دمج بنك التصدير والاستيراد الياباني وصندوق التعاون الاقتصادي الخارجي.

## نظرة عامة
أصبح البنك الجناح الدولي لمؤسسة التمويل اليابانية التي تديرها وزارة المالية، التي تم إنشاؤها في 1 أكتوبر 2008. أصبح مستقلاً عن مؤسسة التمويل اليابانية في 1 أبريل 2012. البنك مملوك بالكامل من قبل الحكومة اليابانية. يقع مقرها الرئيسي في طوكيو ويعمل في 18 دولة مع 21 مكتبا. الغرض الرئيسي للمؤسسة هو تعزيز التعاون الاقتصادي بين اليابان والبلدان الخارجية من خلال توفير الموارد للاستثمارات الأجنبية وتعزيز التجارة الدولية. له دور رئيسي في تعزيز الصادرات والواردات اليابانية، وأنشطة البلاد في الخارج. يمكن رؤية وجود البنك في كل من البلدان المتقدمة والنامية. يحاول البنك المساهمة في استقرار النظام المالي الدولي وفي تعزيز التنمية المستدامة. تتبع سياسة عدم التنافس مع المؤسسات المالية العادية. كان البنك أحد أدوات المساعدة الإنمائية الرسمية لليابان، والتي تساهم في تنفيذ السياسة الخارجية للبلاد. نظرًا لأنه يهدف إلى التنمية المستدامة، يهتم البنك بالقضايا الاجتماعية والبيئية، ويتطلب دراسات تقييم الأثر البيئي لتوفير التمويل لأي مشروع.

## روابط خارجية
- الموقع الرسمي